# Аборты в Китае
Аборты в Китае являются законными, это государственная услуга, предоставляемая женщинам по их решению, за исключением селективных абортов. В дополнение к доступности средств контрацепции, аборт является распространённым способом сдерживания роста населения в Китае в соответствии с  политикой одного ребёнка. Такая политика продолжалась в Китае с 1979 по 2015 годы.

## История
В начале 1950-х годов китайское правительство объявило аборт незаконным за исключением случаев, когда 1) у матери были такие заболевания, как туберкулёз или злокачественная анемия, при которых беременность представляет угрозу для жизни матери; 2) когда традиционная китайская медицина не могла предотвратить угрозу прерывания беременности, и мог ожидаться самопроизвольный аборт; и 3) когда у матери уже было сделано два или более кесаревых сечения. Закон предполагал наказания для тех, кому делали нелегальный аборт, и кто их выполнял.
В 1954 и 1956 годах закон был расширен, и в список показаний проведения аборта вошли инвалидность и такие заболевания, как гипертония, эпилепсия, а также профессиональные вредности, с которыми сталкивались работающие женщины. Женщинам, у которых уже было четверо детей, и которые забеременели через четыре месяца после рождения последнего ребёнка также назначали аборт.
Эти ограничения рассматривались в качестве способов увеличения роста населения. Учёный Не Цзин-Бао объясняет, что эти законы были смягчены в конце 1950-х и начале 1960-х годов с целью сокращения осложнений и летальных исходов женщин в результате проведения нелегальных абортов, они также выступали одной из форм контроля населения за уровнем рождаемости.

## Статистика
Точные статистические данные о количестве абортов, проводимых ежегодно, трудно найти, так как не все аборты регистрируются, и статистика планирования семьи, как правило, считается государственной тайной. Тем не менее, в 2008 году было произведено 13 миллионов абортов и продано приблизительно 10 миллионов доз препаратов для прерывания беременности. Искусственное прерывание беременности является более распространённым в городских районах, где пары могут иметь только одного ребёнка. В сельской местности разрешалось иметь второго ребёнка, если первой родилась девочка, а «право на рождение второго ребёнка» стоило около 4000 юаней (US $ 600). В 70-е годы аборт официально назывался «мерами устранения» для осуществления контроля за ростом населения в Китае.

## Аборты в целях полового отбора
Практика дородового определения пола и аборты в целях полового отбора по немедицинским причинам являются незаконными. Утверждается, что аборты в целях полового отбора по-прежнему являются одним из ключевых факторов нарушения соотношения полов в Китае, так как дисбаланс не может быть объяснён исключительно снижением рождаемости девочек или увеличением детской смертности девочек. В 2001 году соотношение рождённых мальчиков и девочек было 117 к 100 соответственно. Эти тенденции объясняются сохранением предпочтения рождения сыновей в китайских семьях.
В 2005 году правительство ввело систему, состоящую из десяти направлений с целью выравнивания соотношения полов новорождённых к 2010 году. В соответствии с такой системой аборты в целях полового отбора были объявлены незаконными, как и диагностика пола ребёнка до родов, и за нарушения этого были введены жёсткие меры наказания. Другие меры включали контроль за проведением ультразвуковой диагностики и совершенствование систем, используемых в медицинских организациях и центрах планирования семьи для отчёта о рождаемости, абортах и беременности.
Несмотря на это, аборты в целях полового отбора по-прежнему проводятся, и этим не так просто управлять на государственном уровне, так как бытует мнение предпочтения рождения сыновей. Кроме того, во многих случаях пара может оплатить исследование ультразвуковой диагностики для определения пола будущего ребёнка.

## Планирование семьи
Важность абортов в качестве инструмента планирования семьи очевидна за счёт широкого внедрения медицинских абортов (абортов, вызванных лекарствами, которые могут спровоцированы на ранних сроках беременности) в Китае. На самом деле, такие аборты были легализованы в Китае в 1988 году, раньше, чем в других странах и уже осуществляются в больших масштабах в Китае на протяжении многих лет. Пока неясно, является ли это эффективным, как во многих западных странах, но этому в значительной мере способствовали китайские врачи, и они гораздо менее травматичны, чем аборты в более поздние сроки.